# Agnieszka Karpiesiuk
Agnieszka Karpiesiuk (ur. 17 kwietnia 1982 w Ostródzie) – polska lekkoatletka - sprinterka i płotkarka. 

## Osiągnięcia
Zawodniczka klubu AZS-AWFiS Gdańsk. Halowa mistrzyni Polski w biegu na 400 m (2008). Była w składzie reprezentacji Polski na Igrzyska Olimpijskie w Pekinie w 2008 roku (sztafeta 4x400 metrów kobiet), jednak ostatecznie nie pojawiła się na bieżni. Finalistka halowych mistrzostw Europy 2007 w sztafecie 4 x 400 m (4. miejsce z czasem 3:30.31) oraz halowych mistrzostw świata 2008 w tej samej konkurencji (6. miejsce z wynikiem 3:36.97). Indywidualnie jej największym sukcesem jest 3. miejsce podczas Halowego Pucharu Europy (Moskwa 2008).

## Rekordy życiowe
- 200 metrów	- 24.22 (15 czerwca 2008 Poznań) (wiatr -0.4)
- 400 metrów - 52.43 (1 lipca 2007 Poznań)
- 400 m przez płotki - 55.88 (18 czerwca 2006 Warszawa)
- 400 metrów (hala) - 53.09 (16 lutego 2008 Moskwa)